# Fiestas populares (serie filatélica)
Festividades populares es el nombre de una serie filatélica emitida por la Sociedad Estatal Correos y Telégrafos de España entre los años 2000 y 2006.(En 2011 se volvió a emitir un sello), dedicada a las principales fiestas populares españolas. En total fueron puestos en circulación 9 sellos en 7 fechas de emisión diferentes.

## Descripción
| Fecha de emisión | Nombre del sello (descripción) | Dimensiones (mm) | Valor facial (en €) |
| ---------------- | --- | ---------------- | ------------------- |
| 23.06.2000       | 1) El Paso del Fuego, fiesta que tiene lugar la noche de San Juan en la localidad de San Pedro Manrique (Soria) | 40,9 × 28,8      | 35                  |
| 23.06.2000       | 2) Las Fiestas Caballerescas de San Juan en la localidad menorquina de Ciudadela | 40,9 × 28,8      | 70                  |
| 10.07.2001       | 1) El Cipotegato, fiesta que tiene lugar cada 27 de agosto en la localidad de Tarazona (Zaragoza) | 40,9 × 28,8      | 40 (0,24)           |
| 10.07.2001       | 2) Los Gigantes del Pi, figuras gigantes que se conservan en la Iglesia de Santa María del Pino de Barcelona, que participan en las fiestas de Cataluña                                                                                                | 28,8 × 40,9      | 120 (0,72)          |
| 05.04.2004       | 1) Dibujo alusivo a la Fiesta de los Huevos Pintos que se celebra en la localidad asturiana de Pola de Siero | 40,9 × 28,8      | 0,27                |
| 30.07.2004       | 1) Las Fiestas de la Virgen Blanca en Vitoria celebradas el 4 de agosto con la famosa Bajada del Celedón; en el sello se reproduce la Bajada y una imagen de la Virgen Blanca                                                                          | 28,8 × 40,9      | 0,27                |
| 05.06.2006       | 1) el cuadro del pintor Gaspar Montes Iturrioz alusivo a las fiestas de San Pedro y San Marcial que se celebran en Irún (Guipúzcoa) cada 30 de junio                                                                                                   | 28,8 × 40,9      | 0,29                |
| 21.09.2006       | 1) Las Fiestas de la Vendimia Riojana o Fiestas de San Mateo en Logroño (La Rioja) celebradas cada 21 de septiembre | 40,9 × 28,8      | 0,29                |
| 20.01.2011       | 1) Ilustración alusiva a la Fiesta de Sant Sebastià en El Pont de Suert (Lérida), con motivo de su 425º aniversario. En el sello aparece una mano con una manzana roja y, al fondo, un fragmento del texto fundacional de la Cofradía de Sant Sebastià | 28,8 × 40,9      | 0,35                |